# Olympische Winterspiele 2018/Freestyle-Skiing – Buckelpiste (Männer)
Der Buckelpisten-Wettbewerb der Männer bei den Olympischen Winterspielen 2018 fand am 9. und 12. Februar 2018 statt.
Ausgetragen wurde der Wettbewerb im Phoenix Snow Park.
Olympiasieger wurde der Kanadier Mikaël Kingsbury. Der Australier Matt Graham holte die Silbermedaille, welche auch die erste Medaille für sein Land bei den Spielen war. Bronze ging an Daichi Hara aus Japan.

## Ergebnisse

### Qualifikation
Q – qualifiziert für das Finale

#### Qualifikation 1. Runde
9. Februar 2018
| Rang | Athlet                 | Land                             | Zeit (s) | Punkte | Punkte | Punkte | Gesamt- punktzahl | Qualifikation |
| Rang | Athlet                 | Land                             | Zeit (s) | Turns  | Luft   | Zeit   | Gesamt- punktzahl | Qualifikation |
| ---- | ---------------------- | -------------------------------- | -------- | ------ | ------ | ------ | ----------------- | ------------- |
| 1    | Mikaël Kingsbury       | Kanada                           | 23,87    | 53,8   | 15,75  | 16,52  | 86,07             | Q             |
| 2    | Alexander Smyschljajew | Olympische Athleten aus Russland | 24,78    | 54,5   | 14,11  | 15,32  | 83,93             | Q             |
| 3    | Dmitri Reicherd        | Kasachstan                       | 25,08    | 52,4   | 13,90  | 14,93  | 81,23             | Q             |
| 4    | Troy Murphy            | Vereinigte Staaten               | 25,40    | 51,7   | 14,74  | 14,51  | 80,95             | Q             |
| 5    | Ikuma Horishima        | Japan                            | 23,95    | 49,0   | 14,93  | 16,42  | 80,35             | Q             |
| 6    | Daichi Hara            | Japan                            | 25,06    | 49,7   | 15,36  | 14,95  | 80,01             | Q             |
| 7    | Pawel Kolmakow         | Kasachstan                       | 25,98    | 52,1   | 14,14  | 13,74  | 79,98             | Q             |
| 8    | Philippe Marquis       | Kanada                           | 26,12    | 51,5   | 12,71  | 13,56  | 77,77             | Q             |
| 9    | Matt Graham            | Australien                       | 24,47    | 49,1   | 12,45  | 15,73  | 77,28             | Q             |
| 10   | Sacha Theocharis       | Frankreich                       | 24,89    | 47,7   | 13,67  | 15,18  | 76,55             | Q             |
| 11   | Marc-Antoine Gagnon    | Kanada                           | 26,04    | 48,0   | 14,66  | 13,66  | 76,32             |               |
| 12   | Anthony Benna          | Frankreich                       | 25,48    | 48,7   | 13,18  | 14,40  | 76,28             |               |
| 13   | Shō Endō               | Japan                            | 24,92    | 47,8   | 12,79  | 15,14  | 75,73             |               |
| 14   | Casey Andringa         | Vereinigte Staaten               | 26,04    | 46,9   | 14,69  | 13,66  | 75,25             |               |
| 15   | Bradley Wilson         | Vereinigte Staaten               | 24,38    | 46,3   | 13,10  | 15,85  | 75,25             |               |
| 16   | Nobuyuki Nishi         | Japan                            | 24,74    | 47,6   | 12,19  | 15,38  | 75,17             |               |
| 17   | Rohan Chapman-Davies   | Australien                       | 26,07    | 48,1   | 12,24  | 13,62  | 73,96             |               |
| 18   | Felix Elofsson         | Schweden                         | 24,65    | 46,2   | 12,16  | 15,49  | 73,85             |               |
| 19   | Walter Wallberg        | Schweden                         | 25,67    | 47,3   | 12,16  | 14,15  | 73,61             |               |
| 20   | Choi Jae-woo           | Südkorea                         | 24,95    | 43,0   | 14,85  | 15,10  | 72,95             |               |
| 21   | Benjamin Cavet         | Frankreich                       | 26,40    | 45,9   | 13,65  | 13,19  | 72,74             |               |
| 22   | Emerson Smith          | Vereinigte Staaten               | 25,41    | 46,9   | 11,20  | 14,49  | 72,59             |               |
| 23   | James Matheson         | Australien                       | 26,33    | 46,2   | 13,28  | 12,79  | 72,27             |               |
| 24   | Kim Ji-hyon            | Südkorea                         | 26,05    | 43,7   | 12,50  | 13,65  | 69,85             |               |
| 25   | Ludvig Fjällström      | Schweden                         | 25,07    | 41,8   | 11,83  | 14,94  | 68,57             |               |
| 26   | Seo Myung-joon         | Südkorea                         | 25,02    | 44,4   | 9,04   | 15,01  | 68,45             |               |
| 27   | Jimi Salonen           | Finnland                         | 28,48    | 24,9   | 7,84   | 10,44  | 43,18             |               |
| 28   | Jussi Pentala          | Finnland                         | 27,32    | 11,3   | 6,88   | 11,97  | 30,15             |               |
|      | Vinjar Slåtten         | Norwegen                         | DNF      | DNF    | DNF    | DNF    | DNF               |               |
|      | Brodie Summers         | Australien                       | DNS      | DNS    | DNS    | DNS    | DNS               |               |

#### Qualifikation 2. Runde
12. Februar 2018
| Rang | Athlet               | Land               | Quali 1 | Zeit (s) | Punkte | Punkte | Punkte | Gesamt- punktzahl | Bestwert | Qualifikation |
| Rang | Athlet               | Land               | Quali 1 | Zeit (s) | Turns  | Luft   | Zeit   | Gesamt- punktzahl | Bestwert | Qualifikation |
| ---- | -------------------- | ------------------ | ------- | -------- | ------ | ------ | ------ | ----------------- | -------- | ------------- |
| 1    | Choi Jae-woo         | Südkorea           | 72,95   | 25,93    | 50,1   | 17,32  | 13,81  | 81,23             | 81,23    | Q             |
| 2    | Vinjar Slåtten       | Norwegen           | DNF     | 25,16    | 47,4   | 15,27  | 14,82  | 77,49             | 77,49    | Q             |
| 3    | Casey Andringa       | Vereinigte Staaten | 75,25   | 25,57    | 47,8   | 15,29  | 14,28  | 77,37             | 77,37    | Q             |
| 4    | Bradley Wilson       | Vereinigte Staaten | 75,25   | 24,76    | 47,0   | 13,98  | 15,35  | 76,33             | 76,33    | Q             |
| 5    | Marc-Antoine Gagnon  | Kanada             | 76,32   | 25,40    | 46,3   | 15,07  | 14,51  | 75,88             | 76,32    | Q             |
| 6    | Anthony Benna        | Frankreich         | 76,28   | 25,45    | 35,3   | 10,56  | 14,44  | 60,30             | 76,28    | Q             |
| 7    | Shō Endō             | Japan              | 75,73   | 25,19    | 47,1   | 13,50  | 14,78  | 75,38             | 75,73    | Q             |
| 8    | Jimi Salonen         | Finnland           | 43,18   | 24,92    | 45,6   | 14,51  | 15,14  | 75,25             | 75,25    | Q             |
| 9    | Nobuyuki Nishi       | Japan              | 75,17   | 25,35    | 48,3   | 12,28  | 14,57  | 75,15             | 75,17    | Q             |
| 10   | James Matheson       | Australien         | 72,27   | 27,44    | 48,5   | 14,29  | 11,82  | 74,61             | 74,61    | Q             |
| 11   | Walter Wallberg      | Schweden           | 73,61   | 25,05    | 48,8   | 10,70  | 14,97  | 74,47             | 74,47    |               |
| 12   | Rohan Chapman-Davies | Australien         | 73,96   | 27,52    | 44,0   | 12,23  | 11,71  | 67,94             | 73,96    |               |
| 13   | Emerson Smith        | Vereinigte Staaten | 72,59   | 25,43    | 46,0   | 13,47  | 14,47  | 73,94             | 73,94    |               |
| 14   | Felix Elofsson       | Schweden           | 73,85   | 25,14    | 47,6   | 10,83  | 14,85  | 73,28             | 73,85    |               |
| 15   | Benjamin Cavet       | Frankreich         | 72,74   | 25,42    | 43,2   | 13,35  | 14,48  | 71,03             | 72,74    |               |
| 16   | Ludvig Fjällström    | Schweden           | 68,57   | 26,51    | 46,3   | 11,02  | 13,04  | 70,36             | 70,36    |               |
| 17   | Kim Ji-hyon          | Südkorea           | 69,85   | 26,62    | 42,0   | 13,27  | 12,90  | 68,17             | 69,85    |               |
| 18   | Seo Myung-joon       | Südkorea           | 68,45   | 25,41    | 42,5   | 12,52  | 14,49  | 69,51             | 69,51    |               |
| 19   | Jussi Pentala        | Finnland           | 30,15   | 27,68    | 42,5   | 13,96  | 11,50  | 67,96             | 67,96    |               |
|      | Brodie Summers       | Australien         | DNS     | DNS      | DNS    | DNS    | DNS    | DNS               | DNS      |               |

### Finale
Q – qualifiziert für die nächste Runde

#### Finale 1. Runde
| Rang | Athlet                 | Land                             | Zeit (s) | Punkte | Punkte | Punkte | Gesamt- punktzahl | Qualifikation |
| Rang | Athlet                 | Land                             | Zeit (s) | Turns  | Luft   | Zeit   | Gesamt- punktzahl | Qualifikation |
| ---- | ---------------------- | -------------------------------- | -------- | ------ | ------ | ------ | ----------------- | ------------- |
| 1    | Shō Endō               | Japan                            | 24,42    | 52,1   | 14,82  | 15,80  | 82,72             | Q             |
| 2    | Matt Graham            | Australien                       | 24,89    | 50,3   | 15,91  | 15,18  | 81,39             | Q             |
| 3    | Daichi Hara            | Japan                            | 24,75    | 51,0   | 14,93  | 13,87  | 81,29             | Q             |
| 4    | Mikaël Kingsbury       | Kanada                           | 24,88    | 50,7   | 15,38  | 15,38  | 81,27             | Q             |
| 5    | Casey Andringa         | Vereinigte Staaten               | 25,23    | 49,2   | 16,80  | 14,73  | 80,73             | Q             |
| 6    | Dmitri Reicherd        | Kasachstan                       | 24,70    | 50,7   | 13,64  | 15,43  | 79,77             | Q             |
| 7    | Ikuma Horishima        | Japan                            | 24,09    | 48,0   | 15,41  | 16,23  | 79,64             | Q             |
| 8    | Vinjar Slåtten         | Norwegen                         | 24,99    | 49,1   | 15,03  | 15,05  | 79,18             | Q             |
| 9    | Marc-Antoine Gagnon    | Kanada                           | 25,37    | 47,5   | 16,34  | 14,54  | 78,38             | Q             |
| 10   | Choi Jae-woo           | Südkorea                         | 24,86    | 46,5   | 16,54  | 15,22  | 78,26             | Q             |
| 11   | Pawel Kolmakow         | Kasachstan                       | 25,88    | 48,4   | 15,95  | 13,87  | 78,22             | Q             |
| 12   | Sacha Theocharis       | Frankreich                       | 23,97    | 46,4   | 14,30  | 16,39  | 77,09             | Q             |
| 13   | Anthony Benna          | Frankreich                       | 24,85    | 47,7   | 13,50  | 15,23  | 76,43             |               |
| 14   | James Matheson         | Australien                       | 26,33    | 47,8   | 14,90  | 13,28  | 75,98             |               |
| 15   | Alexander Smyschljajew | Olympische Athleten aus Russland | 25,49    | 47,4   | 12,78  | 14,39  | 74,57             |               |
| 16   | Jimi Salonen           | Finnland                         | 25,16    | 44,6   | 13,34  | 14,82  | 72,76             |               |
| 17   | Troy Murphy            | Vereinigte Staaten               | 25,36    | 45,0   | 13,16  | 14,56  | 72,72             |               |
| 18   | Bradley Wilson         | Vereinigte Staaten               | 23,34    | 34,4   | 11,12  | 17,22  | 62,74             |               |
| 19   | Nobuyuki Nishi         | Japan                            | 25,14    | 23,1   | 8,09   | 14,85  | 46,04             |               |
|      | Philippe Marquis       | Kanada                           | DNF      | DNF    | DNF    | DNF    | DNF               |               |

#### Finale 2. Runde
| Rang | Athlet              | Land               | Zeit (s) | Punkte | Punkte | Punkte | Gesamtpunktzahl | Qualifikation |
| Rang | Athlet              | Land               | Zeit (s) | Turns  | Luft   | Zeit   | Gesamtpunktzahl | Qualifikation |
| ---- | ------------------- | ------------------ | -------- | ------ | ------ | ------ | --------------- | ------------- |
| 1    | Daichi Hara         | Japan              | 24,41    | 51,6   | 14,89  | 15,81  | 82,30           | Q             |
| 2    | Mikaël Kingsbury    | Kanada             | 25,10    | 50,4   | 16,89  | 14,90  | 82,19           | Q             |
| 3    | Casey Andringa      | Vereinigte Staaten | 24,94    | 49,3   | 16,39  | 15,11  | 80,80           | Q             |
| 4    | Matt Graham         | Australien         | 25,18    | 50,1   | 15,11  | 14,80  | 80,01           | Q             |
| 5    | Vinjar Slåtten      | Norwegen           | 24,31    | 48,3   | 14,63  | 15,94  | 78,87           | Q             |
| 6    | Marc-Antoine Gagnon | Kanada             | 25,53    | 47,6   | 15,47  | 14,33  | 77,40           | Q             |
| 7    | Pawel Kolmakow      | Kasachstan         | 25,39    | 46,3   | 15,28  | 14,52  | 76,10           |               |
| 8    | Dmitri Reicherd     | Kasachstan         | 23,85    | 30,4   | 11,69  | 16,55  | 58,64           |               |
| 9    | Sacha Theocharis    | Frankreich         | 25,40    | 13,3   | 6,68   | 14,51  | 34,49           |               |
|      | Shō Endō            | Japan              | DNF      | DNF    | DNF    | DNF    | DNF             |               |
|      | Ikuma Horishima     | Japan              | DNF      | DNF    | DNF    | DNF    | DNF             |               |
|      | Choi Jae-woo        | Südkorea           | DNF      | DNF    | DNF    | DNF    | DNF             |               |

#### Finale 3. Runde
| Rang | Athlet              | Land               | Zeit (s) | Punkte | Punkte | Punkte | Gesamtpunktzahl |
| Rang | Athlet              | Land               | Zeit (s) | Turns  | Luft   | Zeit   | Gesamtpunktzahl |
| ---- | ------------------- | ------------------ | -------- | ------ | ------ | ------ | --------------- |
| 1    | Mikaël Kingsbury    | Kanada             | 24,83    | 54,0   | 17,37  | 15,26  | 86,63           |
| 2    | Matt Graham         | Australien         | 24,85    | 50,9   | 16,44  | 15,23  | 82,57           |
| 3    | Daichi Hara         | Japan              | 24,90    | 51,3   | 15,73  | 15,16  | 82,19           |
| 4    | Marc-Antoine Gagnon | Kanada             | 25,30    | 46,1   | 16,28  | 14,64  | 77,02           |
| 5    | Casey Andringa      | Vereinigte Staaten | 25,86    | 45,5   | 16,10  | 13,90  | 75,50           |
| 6    | Vinjar Slåtten      | Norwegen           | 26,71    | 11,8   | 9,03   | 12,78  | 33,61           |